# 马具
马具是将马连接到车辆或其他类型负载的装置。

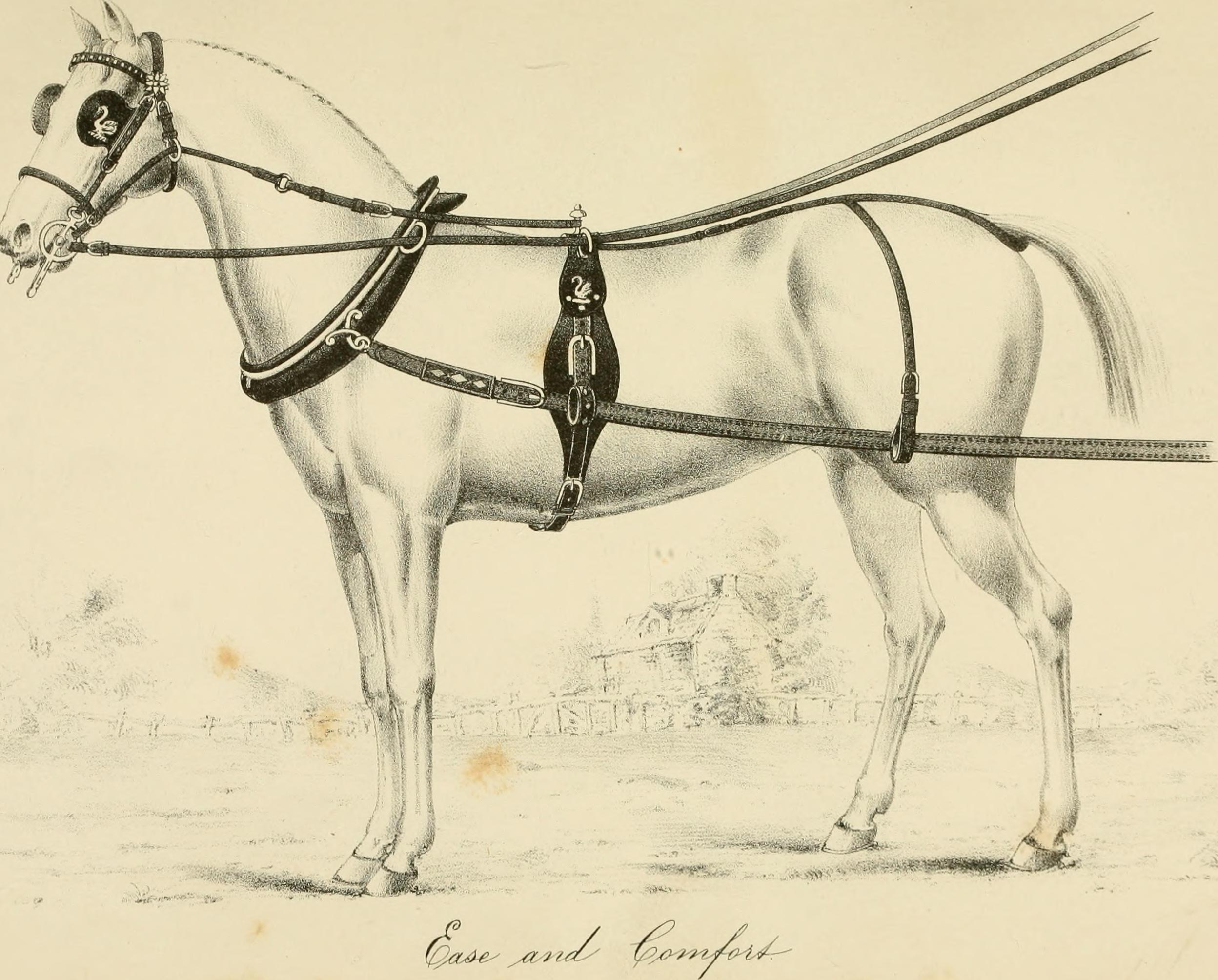
马具

为其他动物设计的马具组件（例如牛所使用的軛）不适用于马，马用后也不会高效工作。
在约5世纪后，马项圈发明于中国。